# Саллер, Ричард
Ричард Саллер (англ. Richard P. Saller; род. 18 октября 1952) — американский историк-антиковед, специалист по социальной и экономической истории Древнего Рима; именной профессор Стэнфордского университета с 2007 года и его экс-декан, перед чем 22 года преподавал в Чикагском университете, являлся там провостом. Член Американской академии искусств и наук (2005).

## Биография
Окончил Иллинойсский университет с двумя бакалаврскими степенями — по древнегреческому языку и по истории (обеими — в 1974 году), принят в Phi Beta Kappa. В 1978 году получил степень доктора философии в Кембриджском университете и в его колледже Иисуса провёл 1978-1979 годы. В 1979-1984 годах ассистент-профессор Суортмор-колледжа. С 1984 по 2006 год прошёл путь от ассоциированного до полного профессора Чикагского университета, именной с 1996 года, в 1993—1994 годах заведующий кафедрой истории, в 1994—2001 годах декан дивизиона социальных наук, в 2002—2006 ггодах университетский провост. C 2007 года именной профессор (Kleinheinz Family Professor of European Studies) Стэнфордского университета и в 2007—2018 годах декан Stanford University School of Humanities and Sciences.
C 1990 года редактор, с 1993 года ассоциированный редактор Classical Philology (journal).
Автор трудов, переводившихся на французский, итальянский, немецкий, греческий и испанский языки. Автор трёх книг.
Супруга - Tanya Luhrmann.

## Работы
- Personal Patronage under the Early Empire (Cambridge University Press, 1982)
- Patriarchy, Property, and Death in the Roman Family (Cambridge University Press, 1994)
- The Cambridge Economic History of Greco-Roman World (2007, соредактор с Иэном Моррисом и Вальтером Шайделем)
- The Roman Empire: Economy, Society and Culture (2014)